# Ulunnguarsuaq

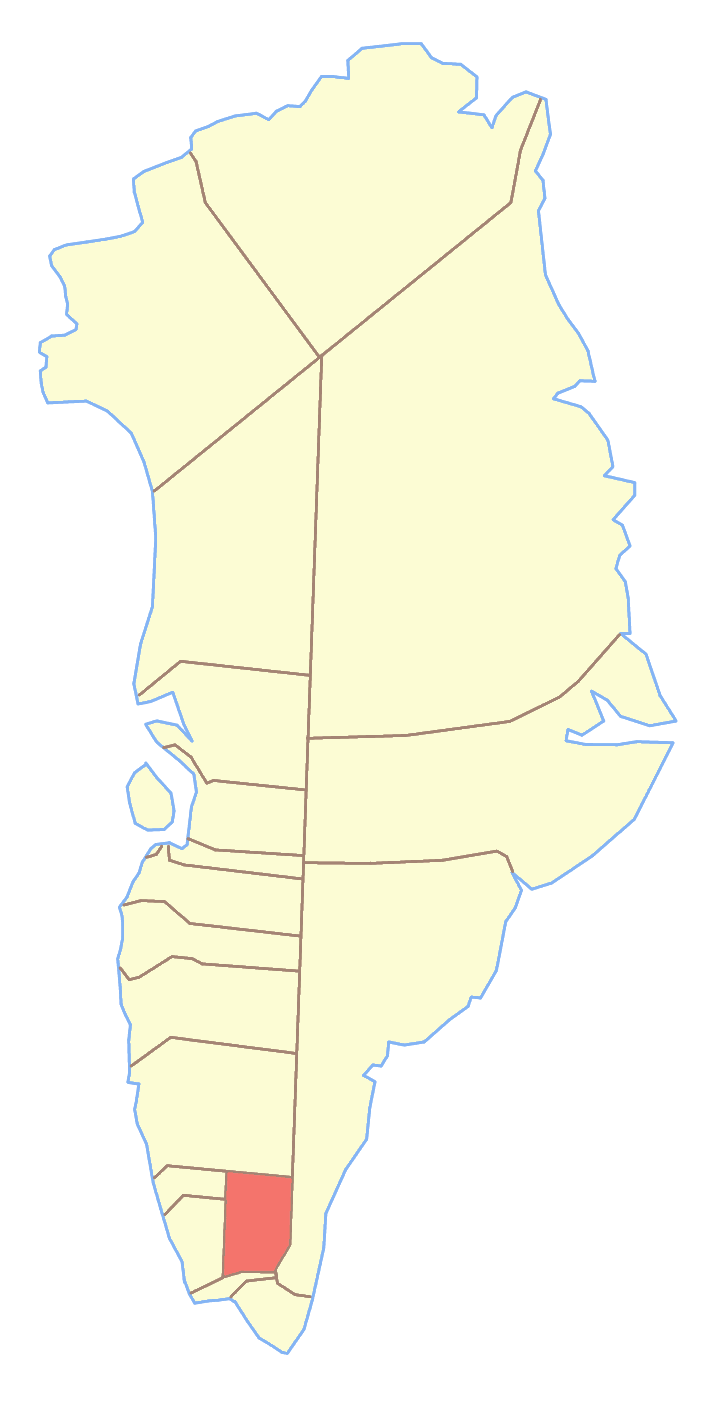
Ex comune di Narsaq, dove si trovava l'Ulunnguarsuaq

L'Ulunnguarsuaq è una montagna della Groenlandia di 1160 m. Si trova a 61°14'N 45°47'O; appartiene al comune di Kujalleq.